# Tadeusz Bór-Komorowski
Tadeusz Komorowski (Lemberg, Imperio austrohúngaro; 1 de junio de 1895-Londres, Inglaterra, Reino Unido; 24 de agosto de 1966) fue un comandante de caballería polaco y combatiente de la resistencia antinazi conocido sobre todo por haber dirigido el Alzamiento de Varsovia. También es conocido como Bór-Komorowski, además de Korczak, Ławina y Znicz, nombres clave durante la guerra.

## Carrera militar hasta la Segunda Guerra Mundial
Durante la Primera Guerra Mundial fue oficial del ejército austrohúngaro, y después de la guerra del ejército polaco, convirtiéndose en comandante de la Escuela de Caballería de Grudziadz. En periodo de ocupación Grudziadz fue enclave del campo de concentración alemán Graudentz, que fue subcampo del campo de Stutthof.

## Matrimonio y Familia
En el año 1930, Komorowski contrajo matrimonio con Irena Lamezan-Salins.
Tadeusz Komorowski también es pariente de la actual reina consorte de los belgas, Mathilde D'Udekem d'Acoz y Komorowska.

## Brigadier General de la Armia Krajowa

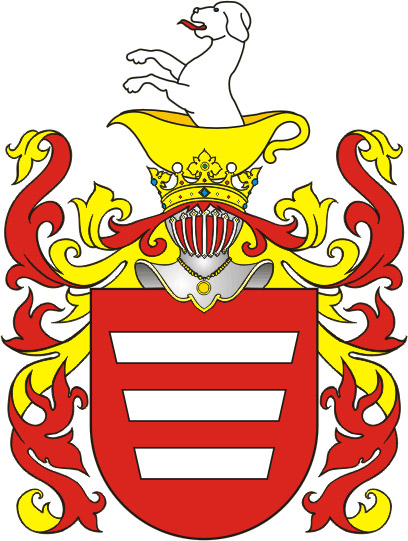
Escudo del Clan Korczak.

Después de tomar parte en la lucha contra la invasión de Alemania en el año 1939, Komorowski fue uno de los organizadores de la resistencia polaca en el área de Cracovia. A partir de julio de 1941 fue subcomandante de la Armia Krajowa y el 30 de marzo de 1943 sustituyó a Grot-Rowecki (arrestado por la Gestapo y ejecutado en 1944) como comandante general, con el grado de Brigadier General.
La Armia Krajowa estaba compuesta por 400 000 soldados, divididos en 19 divisiones: 6 en el área del este de Polonia (actualmente parte de Lituania) y 13 en la zona central polaca, con 3 en Varsovia.

## Levantamiento de Varsovia
A mediados de 1944, el gobierno polaco exiliado en Londres ordenó a Bór-Komorowski preparar un levantamiento armado en Varsovia. Puesto que las fuerzas soviéticas estaban llegando al centro de Polonia, el gobierno no quería regresar a una ciudad que había sido liberada por la URSS. Eran conscientes del plan comunista que Stalin estaba preparando para Polonia.
El Levantamiento de Varsovia comenzó el 1 de agosto de 1944 como parte de la Operación Tempestad. En el levantamiento se emplearon entre 12 000 y 14 000 soldados polacos, más 75 000 personas para tareas auxiliares. El ejército alemán disponía de 20 000 soldados fuertemente armados. El ejército de la URSS estaba a 20 kilómetros de distancia, pero Stalin decidió no intervenir. Después de dos meses de dura contienda, Bór-Komorowski decidió rendirse ante Alemania, con la condición de que sus soldados fuesen tratados como prisioneros de guerra, y fue preso.

## Gobierno en el exilio

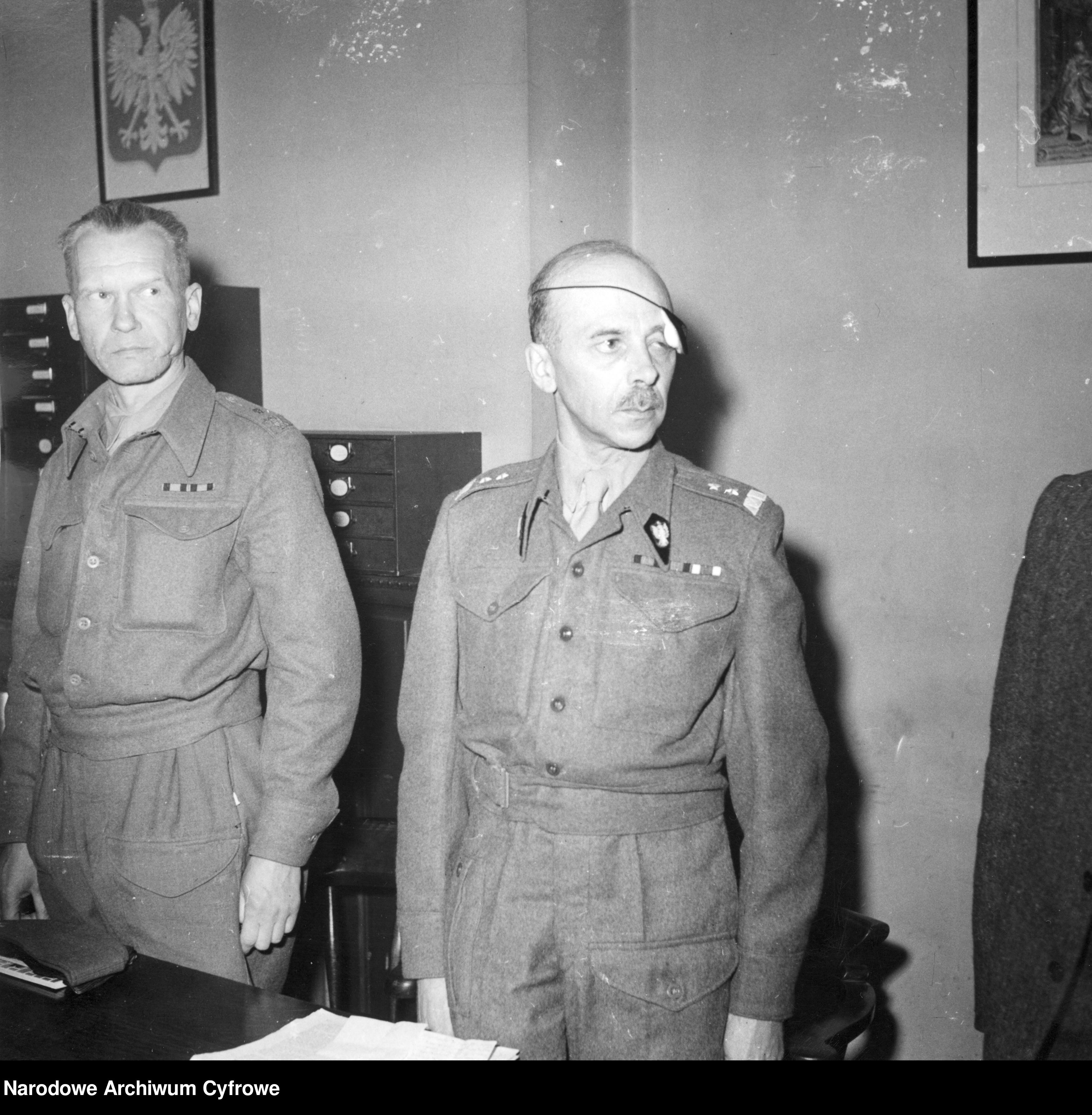
Rueda de prensa del comandante en jefe, general Tadeusz Bor-Komorowski, en Londres, el 19 de mayo de 1945, junto al general T. Pełczyński.

En cautiverio, Komorowski fue nombrado comandante en jefe. Fue liberado al final de la guerra y pasó el resto de su vida en Londres. Entre 1947 y 1949 fue primer ministro del gobierno de Polonia en el exilio, aunque apenas contaba con reconocimiento diplomático.
Escribió la historia de sus vivencias en The Secret Army (1949) y falleció en Londres a los 71 años de edad.